# Hvide (Adelsgeschlecht)

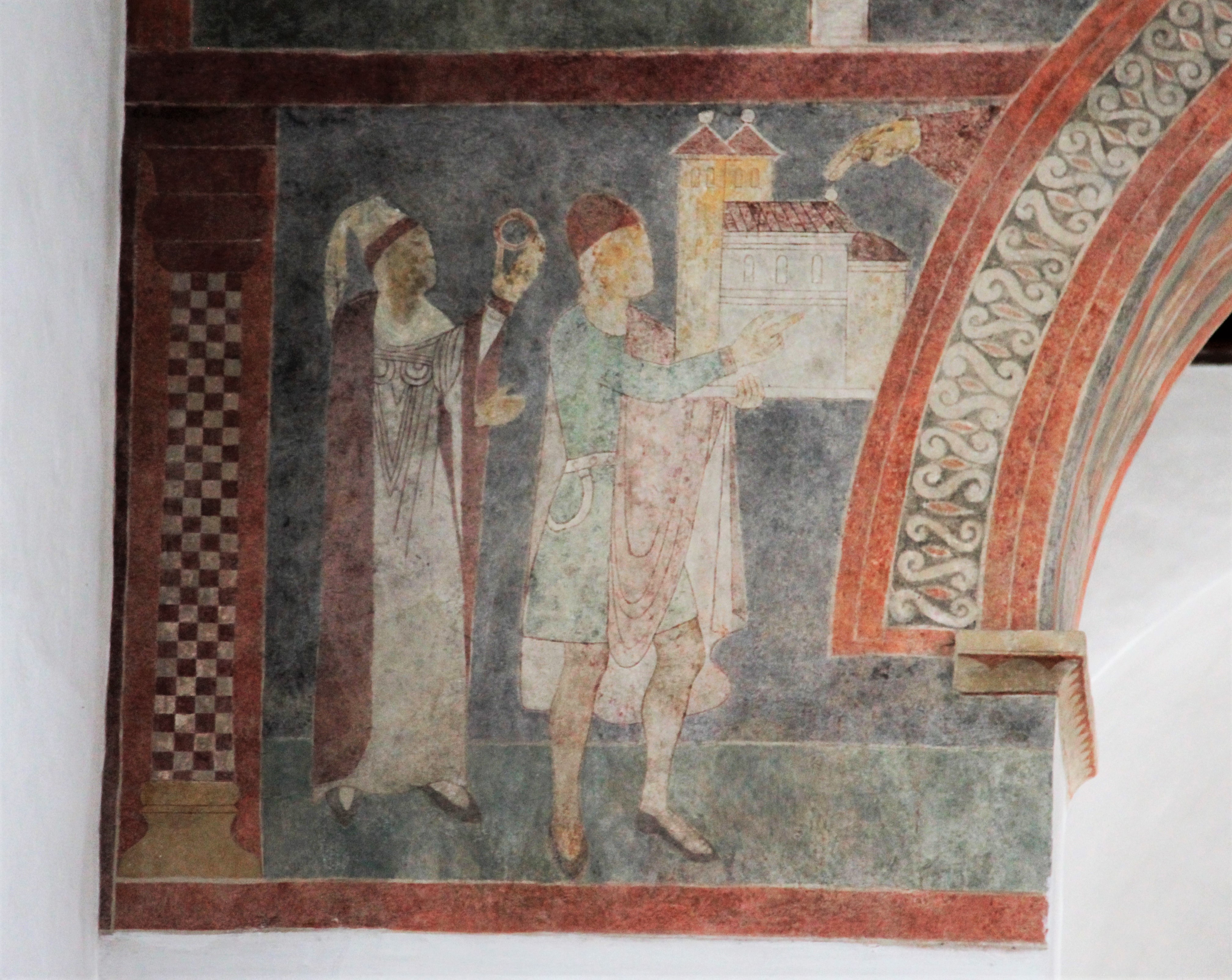
Asser Rig und seine Frau als Stifter der Fjenneslev Kirke

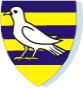
Wappen in der Klosterkirche Sorø

Das Adelsgeschlecht Hvide (dänisch: Hvideslægten) gehörte zum dänischen Uradel. Ab dem 11. Jahrhundert belegt, besaßen seine Mitglieder bis ins 13. Jahrhundert hinein hohen Einfluss im Königreich Dänemark insbesondere im Gefolge der Nachkommen von Knud Lavard, aber auch als Bischöfe. Das bekannteste Familienmitglied war der Erzbischof Absalon von Lund. Da die Blütezeit der Familie in die Zeit der Christianisierung Dänemarks fiel, gehen zahlreiche Kirchen und Orte in Dänemark und dessen Einflussgebiet auf Gründungen der Hvide zurück. Zudem stammten zwei schwedische Königinnen, ein deutscher Gegenkönig und vermutlich auch die einzige weibliche dänische Heilige aus dem Hvide-Geschlecht.
Die Bezeichnung als Hvide-Geschlecht stammt dabei erst aus der frühen Neuzeit. Damals benannten sich Nachkommen von Stig Andersen Hvide nach dessen Beinamen. Stig Andersen Hvides Abstammung von dem angeblichen Stammvater Skjalm Hvide ist allerdings nicht gesichert.

## Zuordnung
Die mittelalterlichen Adelsgeschlechter in Dänemark trugen keine Nachnamen, sondern benannten sich neben dem Patronym nach ihren Stammsitzen, der Helmzier oder individuellen Beinamen. Den Beinamen Hvide (= weiß) des Stammvaters Skjalm Hvide trugen nur wenige seiner direkten Nachkommen, weshalb die Zuordnung nicht immer eindeutig ist. Bei der genannten Genealogia handelte es sich auch nicht um eine rein agnatische Abstammungslinie. Vielmehr verstanden sich Skjalms Nachkommen ebenso wie ihre Ehepartner als dem Geschlecht zugehörig, auch wenn einzelne Familienzweige andere Beinamen wie Galen trugen.
Die Zuordnung wird auch dadurch erschwert, dass kein einheitliches Wappen bestand. Das älteste bekannte Siegel von 1225 zeigt drei Querbalken. Diese fünf- oder sechsfache Querteilung erscheint in den Wappen in späteren Generationen in zahlreichen Varianten. Dabei war es auch üblich, dass Männer die Wappen ihrer Frauen übernahmen oder mit ihren eigenen kombinierten.
Erst Friedrich II. ordnete Mitte des 16. Jahrhunderts an, dass die Adelsgeschlechter Nachnamen tragen sollten. Der zu dieser Zeit lebende Historiker Arild Huitfeldt prägte den Ausdruck Huider als Übersetzung des Beinamens Albus, weiß, unter dem mehrere Bischöfe in der Roskilder Bischofschronik aufgeführt sind.

## Älteres Hvide-Geschlecht
Das Hvide-Geschlecht war eine der mächtigsten dänischen Familien im ausgehenden 11. und 12. Jahrhundert. Sie stand in Konkurrenz zu anderen politisch einflussreichen Familien wie Peder Bodilsen und seinen Brüder und dem Thrugot- (oder Trund-)Geschlecht, zu dem neben Bodil Thrugotsdatter, der Ehefrau von König Erik I. Ejegod, mit Asker und Eskil von Lund auch die beiden ersten Erzbischöfe von Lund gehörten. Nach der Ermordung von Knud Lavard 1131 standen alle drei Familien anfangs noch auf einer Seite. In den folgenden Kriegen um den dänischen Thron, die sich fast durch das gesamte 12. Jahrhundert zogen, unterstützten sie verschiedene Parteien, wobei die Hvide auf Seiten der letztlich siegreichen Partei standen und damit ihre führende Rolle sicherten. Peder Bodilsens Versuch von 1136, die Hvide von ihrem Land zu vertreiben, scheiterte. Im 13. Jahrhundert stellte die Familie zahlreiche einflussreiche Politiker, darunter von 1158 bis 1278/80 über hundert Jahre den Bischof von Roskilde, der oft gleichzeitig Kanzler des Königreichs war, und nach Absalon noch bis ins 14. Jahrhundert hinein fünf weitere Erzbischöfe von Lund. Der letzte einflussreiche Abkömmling war Tuve Andersen Galen, der sich als Statthalter von Schonen auf schwedische Seite stellte und 1382 von Königin Margarethe I. geschlagen und abgesetzt wurde.

### Skjalm Hvide

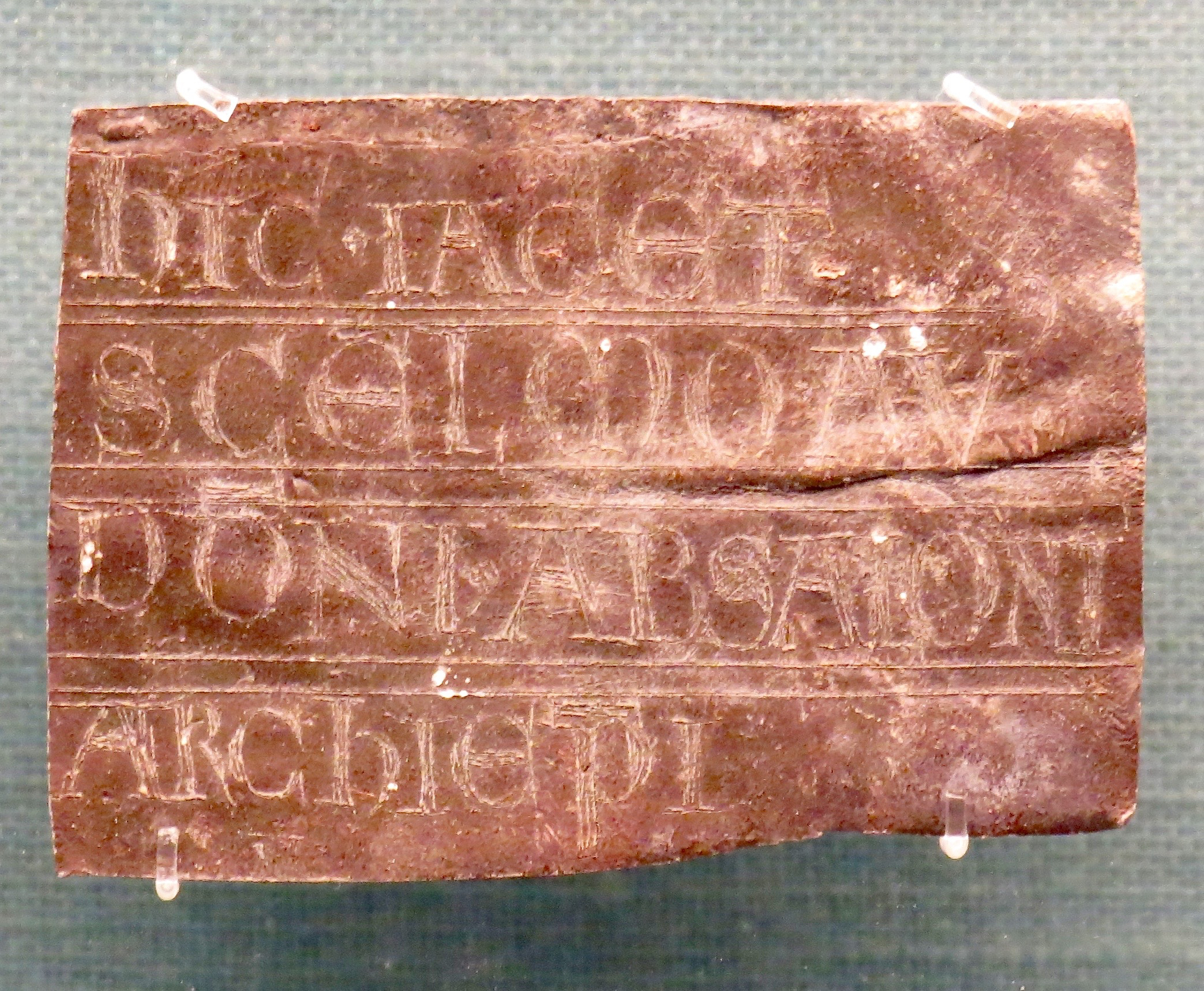
Bleiplatte von Skjalm Hvides Grab in der Klosterkirche Sorø mit der Aufschrift: HIC IACET SCELMO AV(us) DO(mi)NI ABSALONI ARCHIEPI(scopi) = „Hier liegt Skjalm, der Großvater des Erzbischofs Absalon“.

Als Stammvater der Hvide wird Skjalm Hvide angesehen, den Saxo Skialmo Candidus, Skjalm den Weißen, nennt. Seine Herkunft ist nur durch die um 1288 abgefasst Genealogia überliefert. Demnach soll er ein Sohn des im Norden Seelands ansässigen Landbesitzers und Häuptlings Toke Trylle und Bruder von Aute (Aude) Tokesson gewesen sein. Tokes Vater Slau war nach der Genealogia angeblich der Gründer von Slagelse. Toke soll das erste Familienmitglied gewesen sein, das sich taufen ließ, wie die Quellen im Kloster Sorø angeben. Dadurch gelang es seiner Familie, bei den Königen, die sich in dieser Zeit ebenfalls dem Christentum zuwandten, größeren Einfluss zu gewinnen und so die führenden Geschlechter der vorchristlichen Wikingerzeit an Macht und Wohlstand abzulösen.
Erwähnt wurde Skjalm erstmals, als er 1062 auf Seiten des dänischen Königs Svend Estridsen an der Seeschlacht an der Niså teilnahm, wo er von dem norwegischen König Harald Hårdråde gefangen genommen wurde, jedoch fliehen konnte. Sein Ansehen am Königshof lässt sich daran ermessen, dass ihm König Erik Ejegod und dessen Frau, als sie 1102 auf Pilgerreise gingen, die Erziehung ihres Sohnes Knud Lavard anvertrauten.
Skjalm, der bereits als Sohn eines Christen geboren war, erwies sich als eifriger Anhänger der neuen Religion und ließ auf seinem Land mehrere Kirchen errichten. Die 1085 erbaute Kirche von Jørlunde ist die älteste noch bestehende Kirche auf Seeland. Anhand der Kirchengründungen und der Schenkungen an das von seinen Söhne gegründete Hauskloster der Familie in Sorø lässt sich rekonstruieren, dass der Landbesitz der Familie sich vom Umland des Klosters bis nach Holbæk und Hårlev erstreckte. Skjalms Hauptwohnsitz war wahrscheinlich Fjenneslev.
Skjalm hatte mit seiner Frau Signe Asbjørnsdatter vier Söhne, Toke, Asser (Rig), Ebbe und Sune, und zwei Töchter, Magga (Margarethe) und Caecilia. Der Sohn Sune starb wohl vor 1140, denn er ist im Gabenbuch von Sorø nicht aufgeführt. Die Tochter Magga trat als vermutlich kinderlose Witwe ins St.-Marien-Kloster in Roskilde ein, stiftete aber Land für das Familienkloster Sorø. Nach den übrigen vier Kindern gliederte sich das Hvide-Geschlecht in vier Linien, die sowohl einflussreiche Männer am Königshof als auch Bischöfe stellten.

### Toke-Linie
Toke Skjalmsen (auch Signessøn) trug den Namen seines Großvaters und wird deshalb wohl als der älteste Sohn anzusehen sein. Er war laut Saxo der einzige Grundbesitzer auf Seeland, der sich 1137 nicht dem Erzbischof Eskil von Lund gegen König Erik II. Emune anschloss. Er starb um 1145 und hinterließ seinen überlebenden Brüdern Asser Rig und Ebbe die Hälfte seines Besitzes, um den gemeinsamen Plan einer Klostergründung zu verwirklichen. Zunächst in der Fjenneslev Kirke bestattet, wurden seine Gebeine nach Fertigstellung der Klosterkirche nach Sorø überführt.
- Stig Tokesen Hvide gründete um 1140 das Kloster Essenbæk bei Randers.[22] Er fiel 1151 an der Seite von Waldemar I. und Sven III. Grate im Kampf gegen den dritten Thronprätendenten Knut V. Vermutlich ist er identisch mit dem in der Knýtlinga saga genannten Stig Hvidlæder (Stig Weißhaut), der mit Margaretha, einer Tochter von Knud Lavard und Schwester von Waldemar I., verheiratet war.[23]
  - Stigs und Margarethas Tochter Kristina heiratete 1163/64 den schwedischen König Karl Sverkersson.
    - Sverker Karlsson († 1210), der Sohn dieser Ehe, wuchs nach dem Tod seines Vaters 1167 bei den Verwandten in Dänemark auf. Er wurde 1196 König von Schweden. 1208 wurde er aus Schweden vertrieben. Er war zweimal verheiratet. Eine seiner Ehefrauen war seine Cousine dritten Grades Benedikte Ebbesdatter aus der Ebbe-Linie.
      - Helena Sverkersdotter heiratete Sune Folkesson aus dem schwedischen Geschlecht der Folkunger.
- Ingefred Tokesdatter
  - Tyge Blæst ist möglicherweise identisch mit Tyge/Toke Pust, dem Sohn von Ingefred Asserdatter.
  - Skjalm Bang ist vermutlich identisch mit dem in Sorø beigesetzten Skelmo dictus Skegge, einem von Saxo erwähnten Flottenführer, der 1159 bei dem ersten Kreuzzug Waldemars I. gegen die Wenden umgekam.[24] Dass er der Vater des Bischofs Peder (Skjamsen) Bang und dessen sechs Geschwistern ist, wie teilweise behauptet wird,[25] ist aufgrund des großen Altersabstand abzulehnen. Möglicherweise war er der Großvater.
- Gert
  - Absalon Gertson starb 1259 oder 1268 und wurde in Sorø beigesetzt.[26]

### Ebbe-Linie
Ebbe Skjalmsen († vor 1151) war Landbesitzer im Norden von Seeland und Berater von Sven III. Auf seinem Land in Bjernede ließ er kurz vor seinem Tod eine Eigenkirche bauen. Nach Ebbes Tod um 1150/51 überwarf Sven Grate sich mit dem Hvide-Geschlecht, das sich nun ganz auf die Seite von Waldemar I. stellte. Ebbe war zweimal verheiratet, erst mit Gyda und in zweiter Ehe mit Ragnhild, und hatte mindestens vier Söhne und eine Tochter. Möglicherweise geht der Beinamen Galen, den viele seiner Nachkommen trugen, die daher auch als Galen-Geschlecht bezeichnet werden, bereits auf ihn zurück.

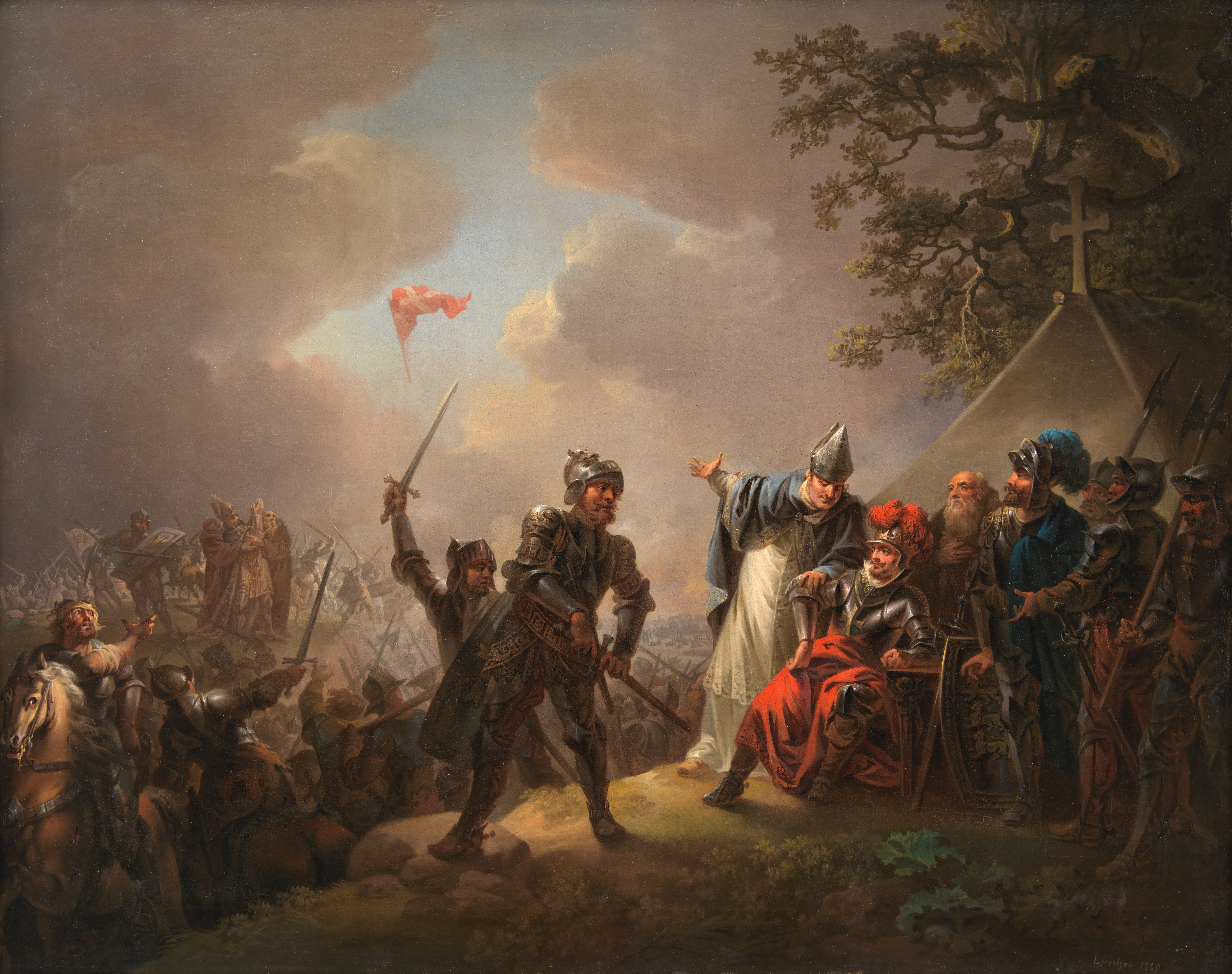
Erzbischof Anders Sunesen von Lund betet vor Tallinn um den Sieg (im Hintergrund), worauf König Valdemar II. und Anders Neffe Bischof Peder Jacobsen von Roskilde den Danebrog vom Himmel fallen sehen (Gemälde von Christian August Lorentzen).

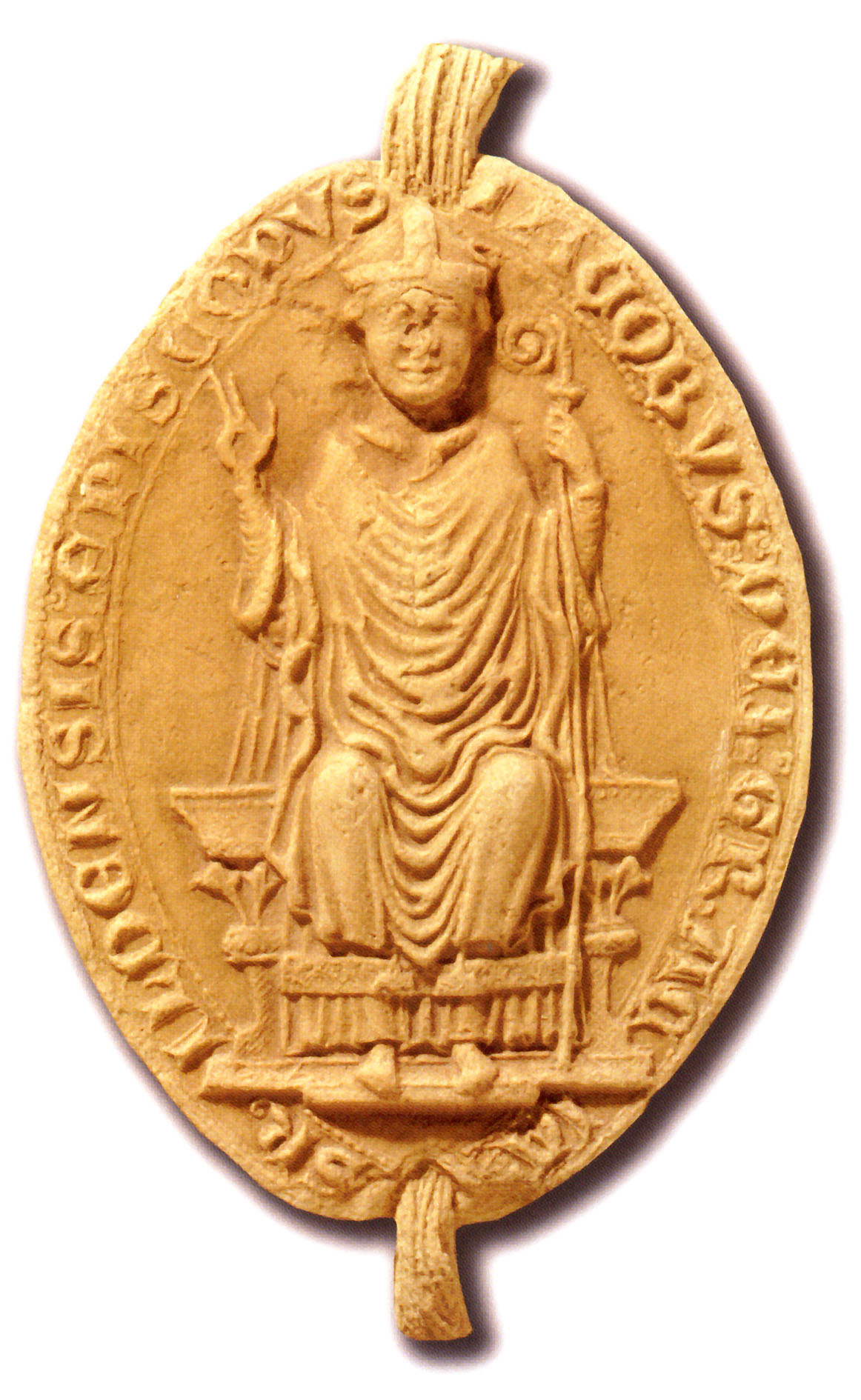
Jakob Erlandsens Siegel als Erzbischof von Lund

- Sune Ebbesen († 1186) unterstützte wie seine Cousins Esbern und Absalon Waldemar I. Bei der Eroberung der Jaromarsburg im Wendenkreuzzug 1169 stürzte er laut dem Bericht von Saxo Grammaticus gemeinsam mit Esbern Snare das Götzenbild des Svantovit.[28] Er galt als der reichste Grundbesitzer im damaligen Dänemark. Mit seiner Frau Cecilie hatte er sieben Söhne, von denen zwei Bischöfe wurden:
  - Ebbe Sunesen Hvide († 1208) besaß als Erbe seines Vaters das Gut Knardrup auf Seeland sowie Güter in Schonen. Er erscheint sowohl im Waldemar-Erdbuch als auch auf verschiedenen Verträgen als einer der wichtigsten Männer von König Knut VI. Er fiel 1208 bei der Schlacht bei Lena, mit der er seinen Schwiegersohn, den schwedischen König Sverker II. Karlsson, gegen dessen Thronkonkurrenten Erik X. unterstützen wollte. Das von ihm und seinen Brüdern Lars, Peder und Jakob Sunesen angeführte dänische Heer erlitt dabei eine vernichtende Niederlage gegen das von Norwegen unterstützte Heer von Erik X. Sverker II. verlor den Thron und floh zu seinen Verwandten aus der Hvide-Familie. Ebbe Sunesen und vermutlich auch seine Frau wurden im Kloster Sorø beigesetzt.[29] Er hatte zwei Söhne und fünf Töchter.[30]
    - Johannes Ebbesen († 1232) war königlicher Marschall.
    - Benedikta Ebbesdatter heiratete ihren Verwandten Sverker Karlsson aus der Toke-Linie, der 1196 schwedischer König wurde. Es ist nicht belegt, ob sie seine erste oder zweite Ehefrau, nur dass sie die Mutter der Tochter Helena war.[31]
    - Peder Ebbesen († 1256) ist in Sorø begraben.
    - Cecilie Ebbesdatter heiratete Jon Renatsen († vor 1248), der Besitz in Schonen hatte.
      - Jon Jonsen Lille/Litle († 1307) war der wichtigste Berater der Könige Erik V. Klipping und Erik VI. Menved, in deren Namen er Verhandlungen mit verschiedenen politischen Gegners führte. Er wurde im Kloster Esrom begraben, für das er und seine Familie auch einen Altar stifteten. Seine Kinder starben alle vor ihm.[32]

  - Peder Sunesen (auch Petrus Sunonis) († 1214) wurde nach der ersten Ausbildung bei dem aus Frankreich gebürtigen Abt Wilhelm im Kloster Æbelholt zum Studium in die Abtei Sainte-Geneviève in Paris geschickt. Ab 1183 Kanoniker in Roskilde, wurde er 1191 Nachfolger seines Onkels Absalon als Bischof in Roskilde. Gemeinsam mit Absalon, der ebenfalls in Paris studiert hatte, und Abt Wilhelm gilt er als eine Schlüsselfigur in den kulturellen und politischen Beziehungen Dänemarks zu Frankreich. Gemeinsam vermittelten sie 1192 die Ehe der dänischen Königstochter Ingeborg mit König Philipp August von Frankreich. Er förderte als Bischof Sorø und wurde dort auch beigesetzt.
  - Anders (Andreas) Sunesen erhielt seine theologische Ausbildung ebenfalls erst in Æbelholt und später in Paris. Er wurde 1201 Nachfolger seines Onkels Absalon als Erzbischof von Lund. Als Ratgeber von König Waldemar II. beteiligte er sich an mehreren Kriegszügen nach Livland, u. a. an der Schlacht von Lyndanisse vor Tallinn, bei der der Sage nach der Danebrog vom Himmel fiel.
  - Lars (auch Laurens) Sunesen fiel 1208 bei der Schlacht bei Lena.
  - Thorbern Sunesen fiel 1198 an der Seite von König Knut VI. in einer Schlacht gegen Otto II. von Brandenburg.
  - Jakob Sunesen († 1246) war königlicher Vogt von Møn und wie seine Brüder Grundbesitzer auf Seeland. Wiederholt erschien er auf königlichen Urkunden als erster Zeuge, was seinen Rang und seine Bedeutung als zweiter Mann am Königshof Waldemars II. unterstreicht. Seine Frau Estrid war vermutlich königlicher Abstammung.[33] 1225 verhandelte er mit Graf Heinrich I. von Schwerin um die Freilassung des Königs und war Bürge für die Übergabe des Lösegelds. 1230 holte er die als Geiseln am Schweriner Hof festgehaltenen Söhne des Königs zurück nach Dänemark. Am Ende seines Lebens, nachdem er seine drei Söhne überlebt hatte, wurde er Mitglied des Hamburger Domkapitels.[34]
    - Peder Jakobsen wurde 1215 als junger Mann als Nachfolger seines Onkels Peder Sunesen Bischof von Roskilde und setzte den Dombau fort. Er brach 1225 mit einem dänischen Heer zum Kreuzzug auf, erlitt aber einen Schiffbruch in Flandern und starb kurz nach seiner Rettung in einem dortigen Zisterzienserkloster Ter Doest. Auf seinem Grabstein wurde er als „Cousin des Königs“ bezeichnet.[33]
    - Anders Jakobsen († 1224) war königlicher Kämmerer.
    - Ingerd Jakobsdatter (1200–1258) war zunächst mit dem königlichen Marschall (Marsk) Skorri/Skore[35] verheiratet, der zusammen mit ihrem Vater 1225–1230 die Verhandlungen für die Freilassung des Königs führte. Die Gegenseite vertrat der deutsche Graf Konrad III. von Regenstein. Beeindruckt von der Frömmigkeit der Bettelorden unterstützte sie als Witwe 1237 die Franziskaner in Roskilde mit Land- und Geldgeschenken.[36] Danach heiratete sie in zweiter Ehe Konrad von Regenstein, den ehemaligen Kontrahenten ihres ersten Mannes, und zog sie in dessen Heimat. Erneut verwitwet kehrte sie spätestens 1253 nach Dänemark zurück und ließ sich auf ihrem Gut Tryggevældegården bei Køge nieder. Neben den Franziskanern förderte sie nun auch die Niederlassung der Dominikaner und stiftete das St.-Clara-Kloster in Roskilde, das erste Klarissenkloster nördlich der Alpen, in das sie 1257 auch eintrat – wobei ihr das Armutsgelübde erlassen wurde. Gegen die Schenkung ihrer Landgüter an das St.-Clara-Kloster und andere dänische Bettelordenniederlassungen klagten jedoch ihre Verwandten erfolgreich. Deshalb verkaufte Ingerd ein Gut, auf das die Nichte Cecilie Anspruch erhob, und ließ das Geld ihrem Verwandten Jakob Erlandsen, dem damaligen Bischof von Roskilde, zukommen.[37] In ihrem Testament hinterließ sie dem Kloster zahlreiche Kostbarkeiten, darunter die Ausstattung ihren eigenen Gutskapelle, zu der auch ein Psalter gehörte. Trotzdem war das St.-Clara-Kloster nach ihrem Tod nicht in der Lage, den angefangenen Kirchenbau zu vollenden.[38]
    - Jens (Johannes) Jakobsen Galen starb 1240 auf Pilgerreise in Palästina. Er war (wohl in zweiter Ehe) mit Adelheid von Wassels gleichnamiger Tochter (* 1224) aus ihrer zweiten Ehe mit Adolf I. von Dassel verheiratet.
      - Jens (Johannes) Jensen Litle erhob zusammen mit seiner Schwester Cecilie erfolgreich Klage gegen das Testament seiner Tante, in dem diese dem Klarissenkloster im Roskilde Familienbesitz überließ.[37]
      - Cecilie Jensen (Johannsdatter) († 1260) klagte gemeinsam mit ihrem Bruder erfolgreich gegen das Testament ihrer Tante. Sie war in erster Ehe verheiratet mit Graf Niels Nielsen (1218–1251) von Halland, dessen Vater ein unehelicher Sohn von Waldemar II. war. Seine Mutter war Oda, eine Tochter von Gunzelin I. von Schwerin. Nach seinem Tod schloss sie eine zweite Ehe mit Andreas Olafsen Pincerna, mit dem sie weitere Kinder hatte.
        - Jakob Nielsen von Halland († 1308/9) gehörte mit Stig Andersen Hvide zu den Adligen, die 1287 – in Abwesenheit und wohl zu Unrecht – als Mörder von Erik V. Klipping verurteilt wurden[39] und ihr Land in Dänemark verloren. Auch Gut Knardrup fiel an die Krone. Nach der Flucht nach Norwegen beteiligte Jakob sich an Überfällen auf dänisches Gebiet. Um den Kattegat zu beherrschen, errichtete er auf dem väterlichen Besitz im norwegischen Halland die Festung Hunehals Borg. Seine Söhne Niels und Valdemar wurden 1314 ermordet. Als König Christoph II. den Nachkommen der Verbannten ihre Güter zurückgab, lebte keiner von Jakob Nielsens Nachfahren mehr. Das Gut Knardrup wurde den Zisterziensern geschenkt und das neue Kloster mit Mönchen aus Sorø besetzt.

      - Hedwig Johannsdotter Galen heiratete Hermann von Everstein.

  - Johannes (Jens) Sunesen starb um 1202 auf einer Pilgerfahrt in das Heilige Land.[40] Um diese Reise unternehmen zu können, hatte er seinen Besitz dem Kloster Sorø verpfändet, wo nach seinem Tod ein Epitaph für ihn errichtet wurde.[41]
  - Margrethe Sunedatter heiratete einen Herluf oder Herlog, mit dem sie die Tochter Cecelie und zwei Söhne hatte. Sie ist vermutlich identisch mit der als Lokalheiligen verehrten Margareta von Roskilde, die 1176 von ihrem Ehemann ermordet wurde.[42]
    - Peder Margrethesen war königlicher Kammerherr.
      - Niels Pedersen († 1267) war wie sein Vater königlicher „Kammermester“[43]

    - Cecilie (auch Sidsel) Herlufsdatter heiratete Erland, der aus Schonen stammte. Sie hatten mindestens zwei Töchter und sechs Söhne, die sogenannten Erlandssöhne, die alle bedeutende Politiker wurden.
      - Jakob Erlandsen war 1249–1254 Bischof von Roskilde und wurde 1254 Erzbischof von Lund.[27] Ab 1256 im Konflikt mit König Christoffer, weigerte er sich, dessen Sohn Erik V. Klipping zu krönen, und wurde deshalb 1259 verhaftet und später aus Dänemark verbannt. Trotz der Intervention des Papstes weigerte er sich, sich mit dem König zu versöhnen. Auf der Rückreise aus Rom wurde er 1274 auf Rügen ermordet.[44]
      - Jens (Johannes) Erlandsen war 1245–1251 königlicher Statthalter in Schonen. Er stand 1259 auf der Seite seines Bruders Jakob, wurde verhaftet und starb 1272 im Gefängnis.
        - Erik Jensen
          - Karl Eriksen Galen („Karl den röde“) war Kanoniker in Lund und wurde 1325 zum Erzbischof gewählt. In dieser Funktion verhandelte er 1326 über die Absetzung von Christoph II. und 1332 über den Verkauf von Schonen an den schwedischen König Magnus II., dem er 1333 die Krone von Schonen anbot. Er starb 1334.

      - Niels Erlandsen Galen war 1251–1282 königlicher Statthalter in Schonen und verhaftete in dieser Funktion 1259 seine Brüder Johannes und Jakob. Er war mit Elisabeth Pedersdatter, einer Tochter von Peder Strangesen und Ingeborg Esberndatter aus der Asser-Linie, verheiratet, mit der er mehrere Kinder hatte.[45]
        - Jens Nielsen Galen war der erste bekannte Besitzer von Schloss Näsbyholm in Schonen, das sein Enkel Tuve Andersen Galen um 1400 verkaufte.
          - Peder Jensen Galen war seit 1329 Dekan im Domkapitel in Lund und 1334–1355 als Nachfolger seines Cousins Karl Eriksen Erzbischof. 1340 unterstützte er den dänischen König Valdemar IV. Atterdag bei der Rückgewinnung der unter den Grafen von Holstein verpfändeten Landesteilen. 1343 vermittelte er den Frieden zwischen Dänemark und Schweden, wodurch Schonen an Schweden fiel.[46]
          - Anders Jensen Galen
            - Tuve Andersen Galen war 1345 bereits Ritter in schwedischem Dienst und mit Ingefred verheiratet. Als Valdemar IV. Atterdag 1360 Schonen zurückgewann, wurde Tuve Reichsrat und Reichsmarschall, wechselte aber schon 1368 auf die Seite des schwedischen Königs Albrecht von Mecklenburg. Er war ab 1376 Statthalter von Schonen. 1381 schloss er einen Separatfrieden zwischen Schweden und Schonen. 1382 nahmen dänische Truppen seine Burg Turestorp ein, die damit in den Besitz von Margarethe I. gelangte. Dem politischen Scheitern folgte der finanzielle Ruin: Um 1400 musste Tuve auch sein Gut Näsbyholm an den Erzbischof von Lund verkaufen.[47]

      - Erland Erlandsen war Kanoniker in Lund und wurde 1274 zum Nachfolger seines Bruders Jakob zum Erzbischof gewählt. Er starb 1276, bevor er die päpstliche Weihe erhalten hatte.
      - Anders Erlandsen war Hauptmann von Bornholm.
        - Anders Andersen war 1309 Drost von Herzog Christoph und unterstützte 1315 dessen Verschwörung gegen dessen älteren Bruder König Erik VI. Menved. Dafür wurde er hingerichtet.[48]

      - Margrethe Erlandsdatter heiratete Esbern Vagnsen Galen († 1268), einen Sohn von Vogn Galen aus der Cecilien-Linie.
        - Cecilie Esbernsdatter Galen heiratete Albrecht III. von Gleichen aus der Asser-Linie.

      - Von einer weiteren Erlandsdatter sind nur die Kinder bekannt. Sie war möglicherweise mit einem Skjalm Bang, vermutlich einem Nachfahren der Toke-Linie verheiratet, der vier Söhne und zwei oder drei Töchter hatte.[49]
        - Peder Bang († 1277) war ab 1254 Bischof von Roskilde als Nachfolger seines Onkels Jakob Erlandsen, den er in dessen Auseinandersetzung mit den Königen Christoffer und Erik V. Klipping unterstützte. Als Jakob verhaftet wurde, verbündete Peder Bang sich 1257 mit dem Rügener Fürsten Jaromar II. und eroberte Kopenhagen. Anschließend zog er mit Jakob Erlandsen nach Rom. Erst nach Jakobs Tod 1274 versöhnte er sich mit dem König und konnte sein Amt wieder antreten.
        - Stig Skjalmsen Hvide war Drost und mit einer Tochter von Niels Aleksandersen aus der Asser-Linie verheiratet.
        - Skjalm Stigsen war 1290–1292 Drost im Dienste von Erik VI. Menved und wurde 1292 von Erik Langben, einem Sohn des Schleswiger Herzogs Erich I. ermordet.[50]
        - Cecilia war mit Torbern verheiratet, der in königlichen Diensten stand.
          - Jens Grand († 1327) wurde 1289 Erzbischof von Lund. 1294 von Erik VI. Menved verhaftet, gelang ihm nach zwei Jahren die Flucht. Als Erzbischof von Lund 1303 abgesetzt, erhielt er als Entschädigung das Erzbistum Riga, trat dieses Amt jedoch nicht an. 1310 ernannte der Papst ihn zum Erzbischof von Bremen.

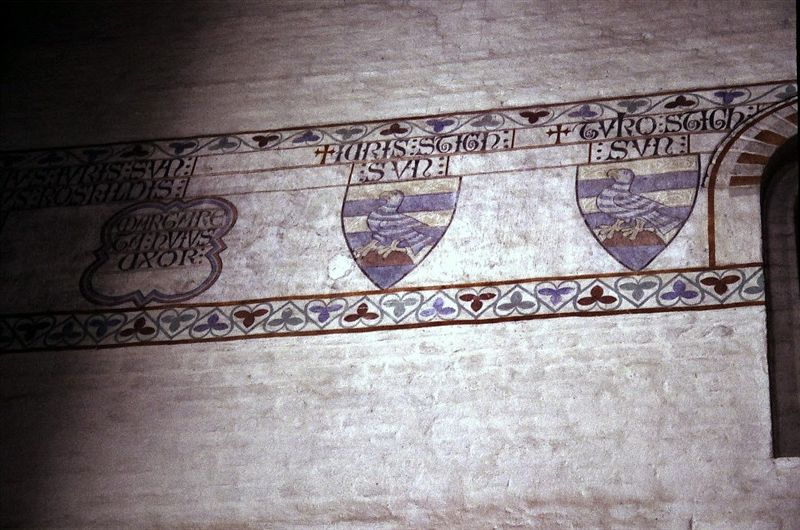
Wappen von Toke und Joris Stigsen in der Klosterkirche Sorø

- Toke Ebbesens († kurz nach 1161) Wappen und das seiner Frau Gyde sowie etlicher ihrer Nachkommen befindet sich im Wappenfries in der Klosterkirche Sorø.
  - Stig Tokesen Galen war mit Christina verheiratet und hatte sechs Kinder.
    - Toke/Tyge Stigsen war Dompropst in Roskilde.
    - Joris Stigsen († 1246) war zweimal verheiratet. Aus der Ehe mit Margrethe Vagndatter aus der Caecilien-Linie stammen Niels, Peder, Johannes, Stig, Tyke und Kristina, aus der zweiten Ehe Aage und Margaretha, die Klarissin wurde.
      - Niels Jurissen war Domherr in Roskilde und starb 1265.
      - Tyke Jorissen war mit Cecilie Jondatter, einer Tochter von Jon Lille, verheiratet.

    - Niels Stigsen war 1225–1249 Bischof von Roskilde und ab 1233 königlicher Kanzler. Er stand im Konflikt mit König Erik IV. Plovpenning um die Besteuerung der Kirche und musste deshalb Dänemark 1245 verlassen und starb im Kloster Clairvaux, weshalb er nicht wie seine Brüder in der Klosterkirche Sorø beerdigt und im Wappenfries aufgeführt ist.[51]

- Gyde heiratete Olaf Glug, der zunächst Anhänger von Svend Grathe gewesen war, aber nach dessen Sturz 1157 im Dienste von Waldemar I. stand.[52] Auch sie und fünf ihrer sechs Kinder, zwei Schwiegertöchter und mehrere Enkel und Urenkel sind in der Klosterkirche Sorø beerdigt und im Wappenfries aufgeführt.
  - Hemming Olafsen findet sich als einziger seiner Geschwister nicht im Sorøer Gabenbuch. Seine Nachkommen bildeten das Snubbe-Geschlecht, das zwei Trinkhörner im Wappen führte und eng mit Kloster Sorø verbunden war.[53]
    - Jon Hemmingsen, seine Frau Jaret und die Tochter Asa sind im Wappenfries aufgeführt.
    - Eskil Snubbe

  - Ebbe Olafssen Glug
    - Olaf Pincerna Ebbesen († 1250) war Mundschenk bei König Waldemar II. und wurde wie seine namentlich nicht bekannte Frau und mehrere Kinder im Kloster Sorø beigesetzt.
      - Anders Olafsen Pincerna († 1270) war wie sein Vater königlicher Mundschenk, wurde aber 1266 verhaftet. Er heiratete seine Cousine 4. Grades Cecilie Jensen, die Witwe von Graf von Halland. Der Sohn Anders Litle starb jung 1272.[54]
      - Margrethe Olafsdatter war in erste Ehe mit Tage/Tyge Saltensee von Tystofte verheiratet und schloss vor 1266 eine zweite Ehe mit dem in dänischen Diensten stehenden deutschen Grafen Ernst IV. von Gleichen († 1277),[55] dem Witwer von Ingeborg Pedersdatter aus der Asser-Linie. Sie hatte insgesamt sechs Kinder.[56]
        - Olaf Tagesen Saltensee († nach 1310) ist zwischen 1266 und 1307 häufig erwähnt, u. a. als Rat von König Erik VI. Menved. Seine Frau war eine Nachkommin von Stig Tokesen Galen.

- Peter Ebbesen ist nur dem Namen nach bekannt.

- Fyn Ebbesen starb um 1175 während des Neubaus der Kirche von Bjernede, die auf dem Hofgelände seines Vaters stand. Bei Renovierungsarbeiten wurde ein gemauertes Grab gefunden, in dem ein etwa zwei Meter großer Mann beigesetzt war.[57] Der Grabstein mit der Aufschrift Hic Resquischit Fin filius Ebbonis in Domine befindet sich in der Kirche.[58]

### Asser-Linie
Asser (auch: Asker) Skjalmsen ist unter dem Beinamen Rig (= reich) bekannt. Er war Anhänger seines Ziehbruders Knud Lavard und erzog nach dessen Ermordung 1131 dessen posthum geborenen Sohn, den späteren König Waldemar I., auf dem von seinem Vater geerbten Stammgut Fjenneslev. Die steinerne Fjenneslev Kirke, eine schlichte Feldsteinkirche, ließ er vermutlich 1128 anstelle einer älteren Holzkirche erbauen. Auf einem Fresko sind er und seine Frau Inge(borg), über ihre Mutter Cecilia Knutsdatter eine Enkelin des später heiliggesprochenen Königs Knut IV., als Kirchenstifter abgebildet. Sein Vater und sein Bruder Toke wurden dort vorübergehend beigesetzt. Die repräsentative Doppelturmanlage aus Backstein, einem damals neuen Baumaterial, ergänzten gegen Ende des Jahrhunderts seine Nachkommen. Für den Bau des Klosters Sorø stellte er das Land zur Verfügung und trug auch selbst – mit Erlaubnis seiner Ehefrau Inge – die Kutte der Benediktinermönche. Er starb drei Tage nach der Weihe der Klosterkirche – das Jahr ist nicht bekannt.

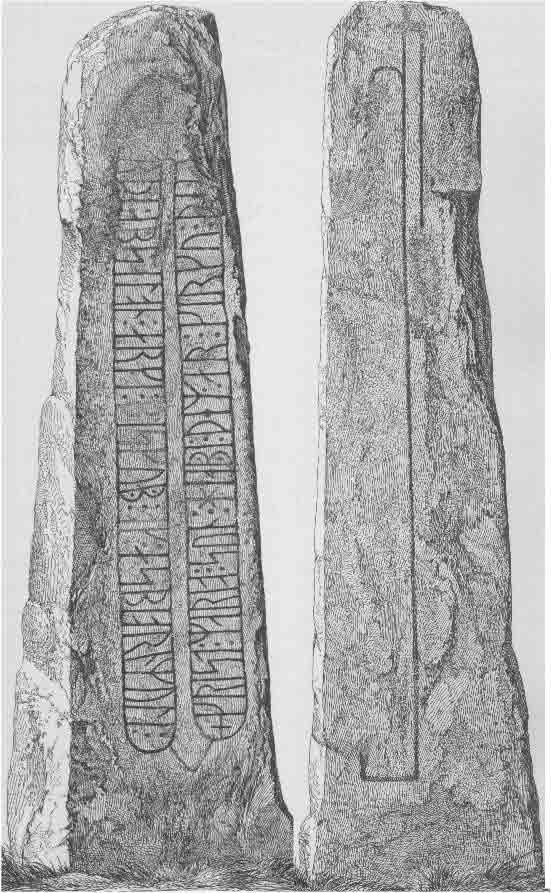
Der Runenstein von Nørre Åsum trägt die Namen Erzbischof Absalon und Esbjörn Mule

- Esbern Asserson Snare war zusammen mit seinem Bruder wichtiger Berater ihres Ziehbruders und unterstützte ihn im Kampf um den dänischen Thron. Zusammen mit Peter, dem Ehemann ihrer Schwester, retteten sie laut Saxo Waldemar I. 1157 das Leben, als sein Konkurrent Sven III. Grate ihn beim sogenannten Blutfest von Roskilde zu ermorden versuchte. Esbern war dreimal verheiratet, zuerst mit Ulmfrid (Holmfrith), die zusammen mit ihrer Mutter Gunhild um 1175 in Sorø beigesetzt wurde,[61] in zweiter Ehe mit der 1190 ebenfalls in Sorø beigesetzten Ingeborg und zum dritten Mal mit Helena Guttormsdatter, der Tochter des schwedischen Jarls (Dux) Guttorm, der auch in Sorø beerdigt wurde und dasselbe Wappen trug wie sein Schwiegersohn (oder andersherum).[62] Esbern starb 1204. Seine sehr viel jüngere Witwe wurde die Geliebte des etwa gleichaltrigen Waldemar II. Sejr und Mutter dessen unehelichen Sohnes Knud Waldemarsen (1205–1260), der sich später gegen seinen regierenden Halbbruder Erik IV. Plovpenning auf die Seite von dessen Brüdern Abel und Christoffer stellte.
  - Johannes (Jens) Esbernsen war Marschall von Dänemark und starb 1213 in Lübeck[63] ohne Nachkommen. Er schenkte dem Kloster Sorø, wo er auch beigesetzt wurde, einen Hof, den aber sein Bruder Absalon behielt.[64] Seine Ehefrau Edele/Ethla heiratete in zweiter Ehe Asker Julianesøn und wurde wie ihre Kinder zweiter Ehe, Niels Raalam und Juliana, in Sorø beigesetzt.[26]
  - Absalon Bælg oder Fet starb 1232 ebenfalls kinderlos und ist ebenfalls Sorø beigesetzt.[63] Den Hof, den er auf dem Totenbett dem Kloster vermacht hatte, wurde von seinen Schwägern beschlagnahmt.[64]
  - Niels (Nicolaus) Mule († 1233) war Staller im Dienst von König Waldemar I.[65]
    - Esbern Snerling hinterließ dem Kloster Sorø, in dem er neben seinem Vater beigesetzt ist, bei seinem Tod 1233 seinen Besitz, der dem Kloster aber erst nach dem Tod seiner Mutter 1240 übereignet wurde. Möglicherweise ist er identisch mit dem Esbjörn Mule, der im Testament des Erzbischofs Absalon von Lund genannt ist und mit diesem zusammen um 1200 eine Kirche gründete, vermutlich die von Nørre Åsum in Schonen, in deren Waffenhaus der Runenstein DR 347 aufgestellt ist, der die Aufschrift trägt + krist ÷ mario ÷ sun ÷ hiapi ÷ þem : ær ÷ kirku ÷ þ(e)-... -erþ(o)/-erþi ÷ absalon ÷ ærki÷biskup ÷ ok ÷ æsbiorn muli ÷, „Christus, Marias Sohn, helfe denen, die die Kirche machten, Erzbischof Absalon und Esbjörn Mule“. Es wird aber auch diskutiert, ob mit æsbiorn muli sein Großvater Esbern Snare gemeint sein könne.[66]

  - Ingeborg Esbernsdatter († 1267) aus Esberns Ehe mit Helena war mit Peder Strangesen († 1241) verheiratet, der zusammen mit ihrem Cousin Jakob Sunesen zu den einflussreichsten Beratern von Waldemar II. zählte. Sie regierte nach dem Tod ihres Vaters die Kalundborg. Sie unterstützte zusammen mit ihrem Halbbruder Knud Waldemarsen König Abel und nach dessen Tod die Thronansprüche von Abels Sohn Erik von Schleswig, weshalb sie 1262 nach Schleswig fliehen musste.
    - Andreas Pedersen Strange (oder Ingeborgsen) war Marschall von König Abel.[67]
    - Elisabeth Pedersdatter heiratete Niels Erlandsen Galen, einen Bruder von Jakob Erlandsen aus der Ebbe-Linie.
    - Helena Pedersdatter Strange heiratete den schwedischen Reichsrat Knut Långe, der 1229–1234 als König von Schweden regierte anstelle des jugendlichen Erik XI. Seine Söhne Holmger und Filipp, die ebenfalls nach der Königsmacht strebten, ließ Birger Jarl 1248 bzw. 1251 nach verlorenen Schlachten hinrichten. Zumindest Holmger, der in seiner Heimat Skokloster als Heiliger verehrt wurde, war vermutlich nicht Helenas Sohn.[68]
    - Ingeborg Pedersdatter (oder Ingeborgsdatter) († vor 1266) war die erste Ehefrau von Ernst IV. von Gleichen.[69]
      - Albrecht III. von Gleichen († 1290) besaß ab 1275 Schloss Tonna. Er war mit Cecilie Esbernsdatter Galen, einer Nichte von Jakob Erlandsen aus der Ebbe-Linie, verheiratet und lebte nach 1286 in Erfurt, wo er in der dortigen Peterskirche begraben ist.[70] Über ihre Tochter Christine sind sie Großeltern von Günther XXI. von Schwarzburg-Blankenburg.[71]

  - Cæcilia Esbernsdatter heiratete Anders Grosen Ulfeldt in Tersløsegård, einen Neffen des Ehemanns ihrer Schwester.
    - Ingeborg Ceciliesdatter war mit Lave Gudmundsen Litle verheiratet, der zum Gefolge von König Abel gehörte und 1250 den dänischen König Erik IV. Plovpenning bei Missunde ermordete.

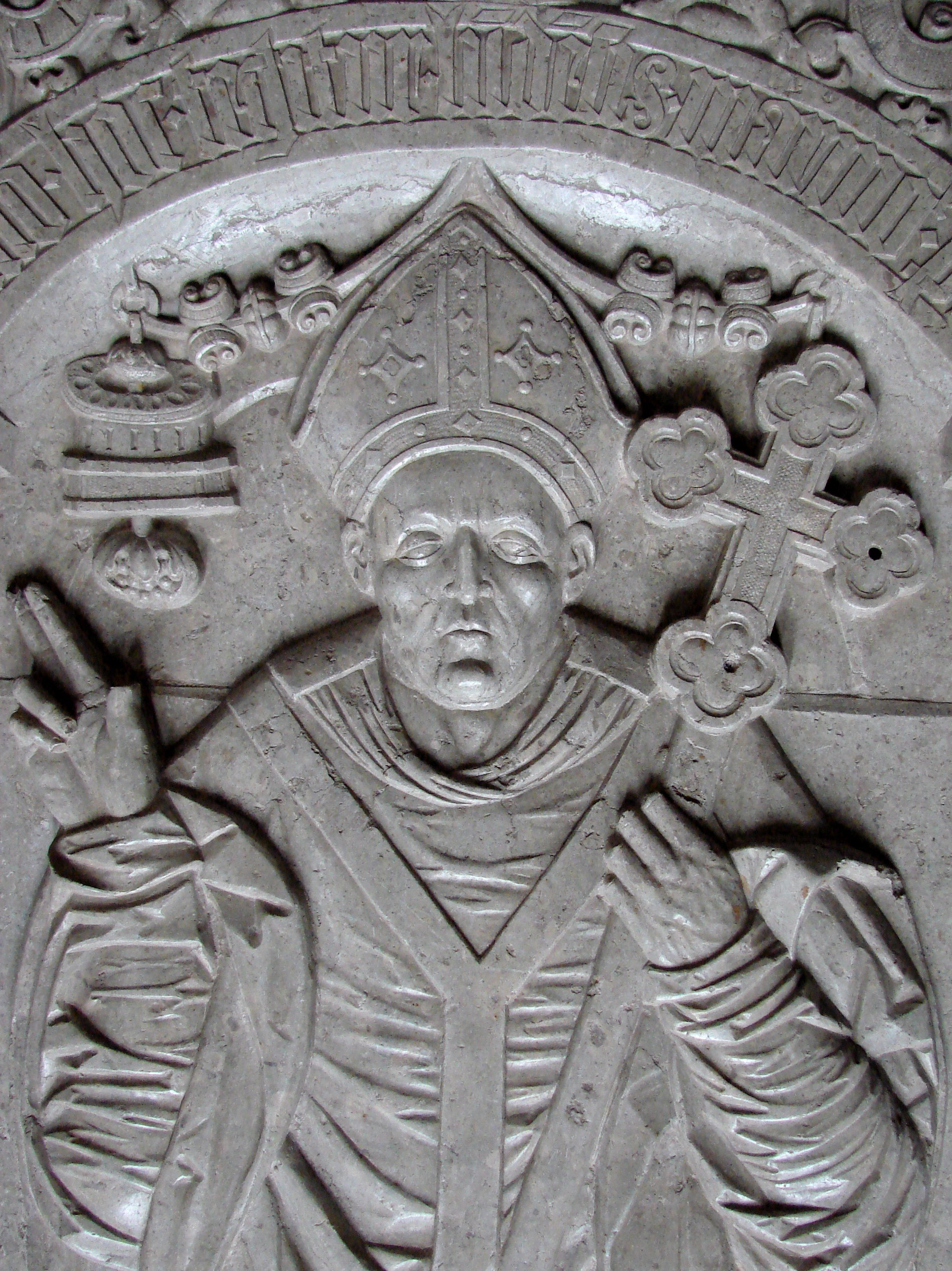
Grabstein von Bischof Absalon in der Klosterkirche Sorø (1537)

- Absalon wurde 1157 Bischof von Roskilde und 1177 Erzbischof von Lund. Nachdem Waldemar I. zum alleinigen Herrscher geworden war, beförderten Absalon und seine Verwandten die Heiligsprechung des 1131 ermordeten Knud Lavards, die pünktlich zu Waldemars Krönung 1170 erfolgte.[72] Absalon reformierte das Familienkloster Sorø mit Zisterziensern aus dem Kloster Esrom und veranlasste den Bau der großen Backsteinkirche. Dafür überließ er dem Kloster fast sein gesamtes väterliches Erbe und förderte es zudem in seiner Eigenschaft als Bischof.[73]

- Ingefred Assersdatter hinderte laut Saxo zusammen mit ihrer Mutter Sven Grathes Männer an der Verfolgung Waldemars und ihrer Brüder. Sie ist auch in der Knytlinga Saga erwähnt. Sie war verheiratet mit Peder von Borup, und nach dessen Tod möglicherweise mit Gerard.
  - Alexander Ingefridsøn stammte aus der ersten Ehe seiner Mutter. Er nahm an einem Krieg gegen die Wenden 1185 und am skandinavischen Kreuzzug ins Heilige Land 1191–93 teil.[74] Er war Sekretär seines Onkels Absalon und unterzeichnete dessen letzten Willen. Er war mit Margrethe von Dänemark, möglicherweise einer Prinzessin, verheiratet.
    - Absalon Rød
    - Niels Aleksandersen Falster war Staller und Teilnehmer des Wendenkreuzzugs.[75] Er hatte mehrere Kinder, von denen eine Tochter, Ossa (Aase), laut der Genealogie im Kloster Sorø mit Stig Andersen Hvide dem Älteren verheiratet war[7] und eine andere, Gunhild, mit Toke Pust.

  - Asker ist im Wappenfries aufgeführt.
  - Toke Pust wird von Kai Hørby und Erik Lund Jensen als Sohn von Ingefred Assersdatter aus deren zweiter Ehe angenommen[76] und identifiziert mit dem im Gefolge von Herzog Abel genannten Tyge Bost, der 1250 zu den Mördern von König Erik IV. Plovpenning gehörte und 1251 als Camerarius an König Abels Hof genannt wird. Er war in zweiter Ehe seit 1259 mit seiner Großnichte Gunhild, einer Tochter von Niels Falster, verheiratet. Wegen der engen Verwandtschaft musste ein päpstlicher Dispens eingeholt werden. Er starb 1266.[77] Er und seine Witwe vermachten dem Kloster Sorø Güter. Auch sein Name befindet sich im Wappenfries der in der Klosterkirche Bestatteten.[75]

### Caecilien-Linie
Caecilia Skjalmsdatter war mit Peder Torstensen verheiratet. Sie starb vor 1160 und wurde in der Klosterkirche Sorø im Konversenchor beigesetzt. Ihr Mann, ein Ratsmann von Sven III. und Waldemar I., besaß die Burg Pedersborg, die die Landverbindung der Halbinsel Sorø sicherte.
- Ingerd Ceciliesdatter erbte Pedersborg. Ihr erster Mann Ulf war ein schwedischer Herzog. Ihr zweiter Mann Vagn besaß vor allem Güter in Jütland.
  - Ulf lngerssøn stammte vermutlich aus Ingerds erster Ehe. Er, seine Frau Una und sein Sohn Christian sind in Sorø beerdigt.[79]
  - Johannes (Jens) Vognsen war Kammerherr bei Waldemar I. Als Erbe von Pedersborg hinderte er das Kloster am Bau einer Mühle.
  - Peder Vognsen war von 1194 bis zu seinem Tod 1204 Bischof von Aarhus. In dieser Funktion unterdrückte er im Auftrag seines Onkels Absalon des beginnenden Heiligenkult um Niels († 1180), den Sohn von Knut V. Er vermittelte auch zwischen dem Kloster und seinem Bruder Jens. Unter ihm begann 1200 der Bau des Doms. Er ist neben Absalon von Lund in der Klosterkirche Sorø begraben.[80]
  - Skjalm Vognsen folgte seinem Bruder als Bischof von Aarhus nach. Er starb 1215/16 und wurde wie sein Bruder in Sorø beerdigt.
  - Niels Vognsen ist in Sorø begraben.
  - Margarethe Ingerdsdatter heiratete einen Gunne. Sie und ihr Sohn Vogn Gunnesen Galen († 1245) sind in Sorø begraben.
  - Ebbe Vognsen († 1224), Skjalms Nachfolger als Bischof von Aarhus, ist nicht sicher als dessen Bruder belegt.[80]

## Gründungen und Bauten

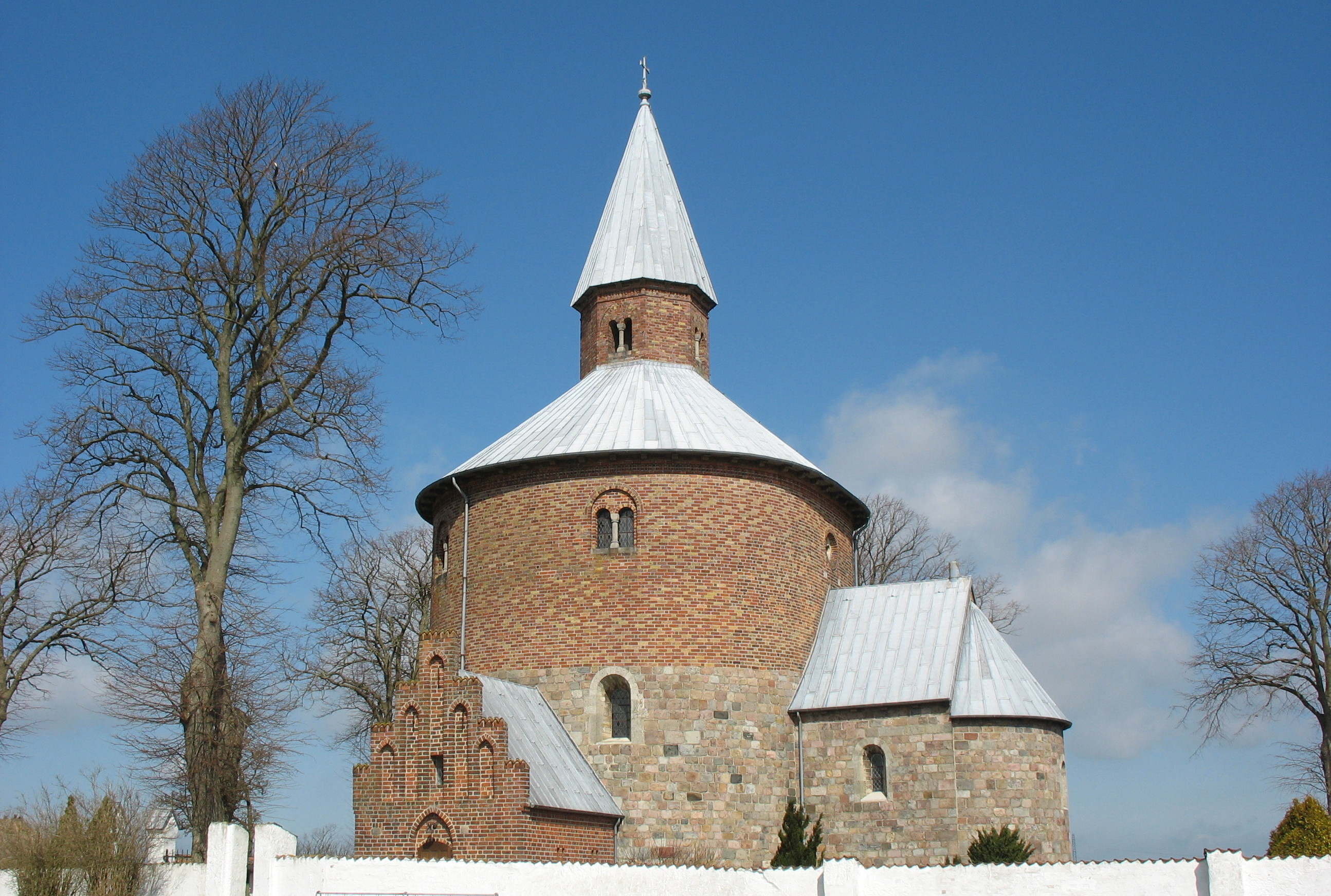
Die Kirche von Bjernede war nur eine von mehreren von den Hvide errichteten Rundkirchen.

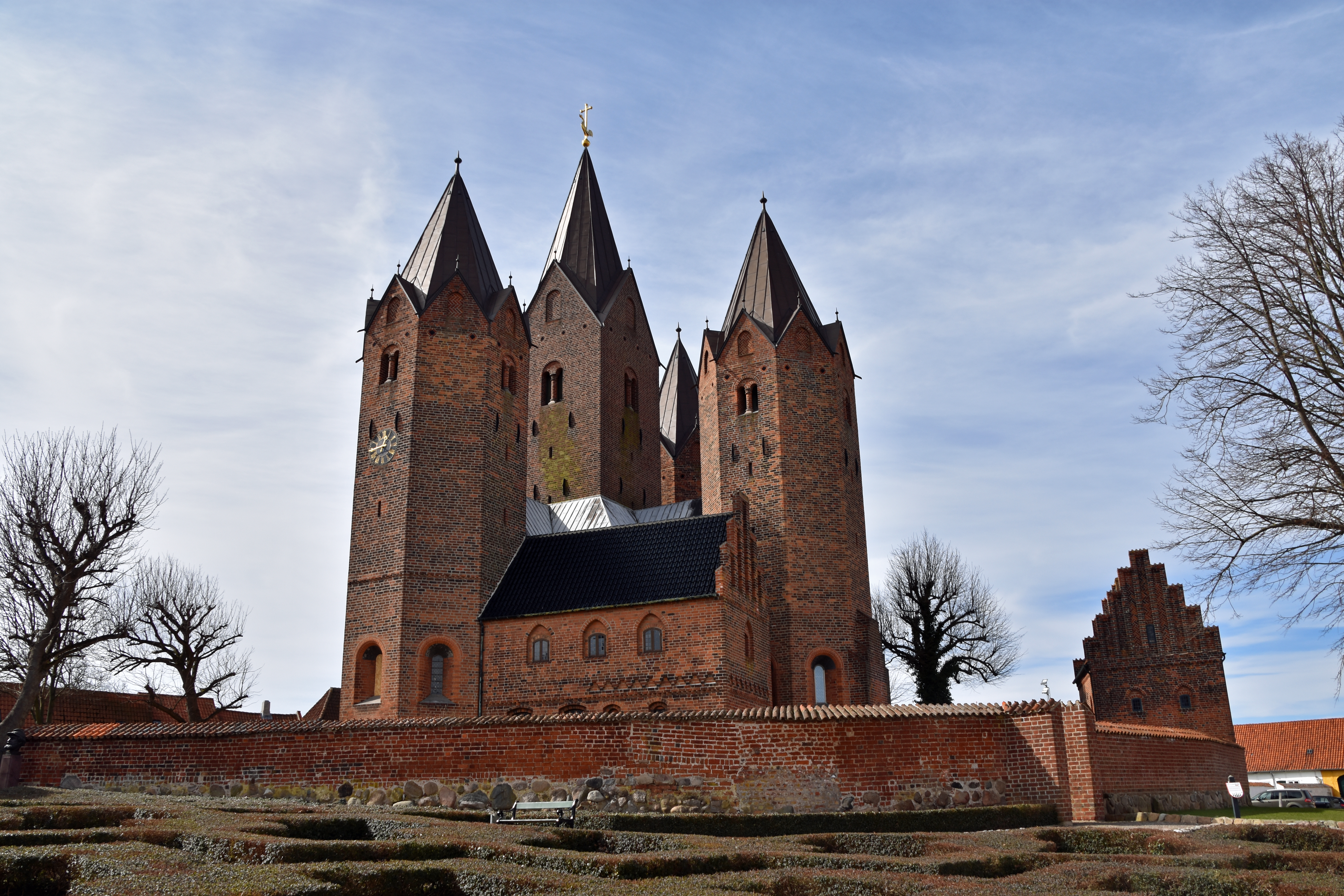
Die auffällige Vor Frue Kirke in Kalundborg mit ihren fünf Türmen ließ Esbjern Snare errichten.

Die Stiftung von Kirchen und besonders von Klöstern galt nicht nur als religiöses Werk, sondern diente auch zur Mehrung des Prestiges der gesamten Familie. Mit der Wahl des Baumatarials zeigten sich die Bauherren als innovativ. So ist Klosterkirche in Sorø zusammen mit dem etwa gleichzeitig um 1161 von Waldemar I. als Grablege seiner Familie begonnenen Kirche in Ringsted die älteste dänische Backsteinkirche. Mehrere der auf die Hvide zurückgehende Kirchbauten haben sehr ungewöhnliche Formen, so einige Rundkirchen und die fünftürmige Vor Frue Kirke in Kalundborg.
- Am Stammsitz der Familie in Fjenneslev hatte bereits Toke Trylle eine Holzkirche bauen lassen. Die kleine romanische Feldsteinkirche entstand, als Asser Rig Gutsherr war. Die aus Ziegeln errichtete Doppelturmanlage ist etwas jünger. Eine Kalkmalerei am Chorbogen der Kirche zeigt vermutlich Asser Rig und seine Frau als Stifter der mit zwei Türmen dargestellten Kirche. Bei der Kirche wurde der Fjenneslevsten gefunden, dessen Runeninschrift Sassurr rēsþi stēn en gerði brō (Sassur stellte den Stein auf und machte die Brücke) möglicherweise auf Asser verweist.[81]
- Die Kirche von Jørlunde ließ Skjalm Hvide als Eigenkirche auf seinem Land erbauen. Es ist die älteste noch bestehende Kirche auf Seeland.
- Das Kloster Sorø stifteten Asser Rig und Ebbe und Toke Skjalmsen um 1145. Von ihren Verwandten wurde es reichlich mit Stiftungen und Land bedacht. In der Klosterkirche wurden viele Familienmitglieder beigesetzt. Auch der Stammvater Skjalm wurde dorthin umgebettet.
- Die Tveje Merløse Kirke mit ihrer repräsentativen Doppelturmanlage von etwa 1150 geht ebenfalls auf Asser Rig oder seine Söhne zurück.
- Auf seinem Landbesitz in der unmittelbaren Umgebung von Sorø ließ Ebbe Skjalmsen vor 1150 eine Holzkirche in Bjernede errichten, die sein Sohn Sune Ebbesen 1177 durch eine steinerne Rundkirche ersetzen ließ mit einem repräsentativen, jedoch wohl eher nicht für Verteidigungszwecke nutzbaren Rittersaal über dem Gottesdienstraum.[57] Zwei baugleiche, allerdings nicht erhaltene Rundkirchen ließ Sune Ebbesen im nahegelegenen Petersborg und in Schlamersdorf in Wagrien errichten.
- Die Rundkirche von Thorsager wurde vermutlich vom Aarhuser Bischof Peder Vognsen in Auftrag gegeben, wird aber wie die Rundkirchen von Bjernede und Horne nach Peders berühmterem Cousin als „Absalonskirche“ bezeichnet.
- Peder Vognsen gründete auch das Domkapitel in Aarhus und legte den Grundstein für den dortigen Dom.
- Esbjern Snare ließ die Kalundborg und die Vor Frue Kirke erbauen.
- Absalon, damals Bischof von Roskilde, legte 1167 den Grundstein der Absalons Borg auf Slotsholmen und wird von Saxo deshalb als Gründer von Kopenhagen bezeichnet.
- Peder Sunesen ließ den Dom zu Roskilde nach dem Vorbild französischer Kathedralen bauen.
- Schloss Dragsholm, das älteste erhaltene weltliche Gebäude Dänemarks, ließ sich Bischof Peder Sunesen um 1215 errichten.
- Die Kirche von Ivö entstand auf Initiative des Bischofs Anders Sunesen.

## Jüngeres Hvide-Geschlecht
Stig Andersen Hvide der Ältere war ein reicher Grundbesitzer in Nordjütland, Fünen und Seeland und Marschall unter Erik V. Klipping. Über seine Herkunft ist nichts bekannt, seine Abstammung aus dem alten Hvide-Geschlecht ist daher nicht zu belegen. Allerdings spricht außer dem Beinamen Hvide auch sein Vorname Stig, der unter den Nachkommen von Skjalm Hvide mehrfach vorkommt, für eine Abstammung. Nach einer Theorie war er ein Enkel oder Urenkel von Stig Tokesen Hvide und Knut Lavards Tochter. Nach einer anderen Theorie nahm er den Beinamen Hvide an, weil seine beiden ersten Ehefrauen Ossa Nielsdatter und Ingeborg Pallesdatter aus der Hvide-Familie stammten. In der Sorø-Genealogie ist er als Ehemann von Ossa Nielsdatter aufgeführt. Nach der Ermordung des Königs 1286 wurde er zusammen mit acht anderen, darunter Jakob Nielsen von Halland aus der Ebbe-Linie, 1287 als Schuldiger verurteilt. Das Vermögen der Verurteilten wurde eingezogen, darunter auch Gut Knardrup, das sich im Besitz der Familie Galen als Nachkommen von Ebbe Skjalmsen befand. Den Verurteilten gelang die Flucht nach Norwegen, von wo aus Stig mehrere Kriegszüge unter dem norwegischen König Erik II. nach Dänemark führte. Es gelang ihm aber nicht, seine Güter in Dänemark zurückzuerlangen. Auch seine Familie wurde aus Dänemark verwiesen.
- Anders Stigsen Hvide war einer von mehreren Söhne von Stig Andersen Hvide dem Älteren. Mit seiner Frau Margrethe, Niels Lendis Tochter, hatte er mehrere Kinder. Letztmals ist er 1318 als Ritter auf einer Urkunde erwähnt, als er und andere mit seinem Vater aus Dänemark Geflohene sich mit dem Erzbischof von Lund, Esger Juul, und Christoph II., dem Bruder von König Erik VI. Menved, gegen den König verschworen. Kurz danach starb er vermutlich.[84]
  - Stig Andersen Hvide der Jüngere (* um 1300; † 1369) war vermutlich der älteste Sohn von Anders Stigsen und nach seinem Großvater benannt. Als Christoph II. zum König gekrönt wurde, durften die Hvide 1320 wieder nach Dänemark zurückkehren und erhielten die Güter des Großvaters zurück. 1325 war Stig Andersen Hvide Mitglied des Reichsrats und hielt dem 1326 vertriebenen König Christoph II. noch jahrelang die Treue, bis er nach der Schlacht auf der Lohheide 1331 doch zu dem Holsteiner Grafen und faktischen Regenten von Dänemark Gerhard III. überlief und als dessen Marschall den jütischen Adel anführte. Nach Gerhards Ermordung 1340 stand er im Dienst von König Waldemar IV. Atterdag, wurde 1343 Statthalter von Estland und vertrat den König 1352 während dessen Abwesenheit. Als der König 1357 die ehemaligen Krongüter einziehen wollte, die die Adligen von Graf Gerhard erhalten hatten, beteiligte Stig sich zunächst nicht an dem von Niels Bugge angeführten Adelsaufstand gegen den König. Als aber 1359 sein Sohn zusammen mit Bugge ermordet wurde, verbündete er sich mit den mächtigen Adligen Claus Limbek und Iver Rosenkrantz gegen den König. Dieses Bündnis wurde 1362 mit zwei Hochzeiten besiegelt: Stigs Enkel Jens Ovesen heiratete Claus Limbeks Tochter Elisabeth und Stigs Enkelin Tove schloss die Ehe mit Iver Rosenkrantz. An der Fehde gegen den König hielt Stig bis an sein Lebensende fest.[85]

Das jüngere Hvide-Geschlecht starb 1567 im männlichen Stamm mit Otte Stigsen Hvide aus.